# La Crus
I La Crus sono un gruppo musicale italiano rock, formato da Mauro Ermanno Giovanardi e Cesare Malfatti. Completava la formazione a tutti gli effetti Alessandro Cremonesi, autore di molti testi del gruppo, ma che non ha mai partecipato direttamente alla vita "pubblica" del gruppo (dischi e concerti).
Il gruppo è stato in attività dal 1993 al 2008, per poi riunirsi nel 2011 unicamente per partecipare al Festival di Sanremo e ritornare in attività nel 2019 per alcuni concerti.
Nel mese di ottobre 2023 annunciano il ritorno con l'uscita del singolo di una versione di Io confesso incisa in duetto con Carmen Consoli. Il 22 marzo 2024 hanno pubblicato il nuovo album di inediti Proteggimi da ciò che voglio.

## Carriera

### Esordi e successo immediato
Alessandro Cremonesi e Mauro Ermanno Giovanardi si incontrarono nel 1991 a Milano. In quegli anni Giovanardi era membro dei Carnival of Fools, gruppo che ha pubblicato tre dischi venati di blues tra il 1989 e il 1993. Cremonesi propose a Giovanardi di cantare alcune sue canzoni in lingua inglese, come Be e Spinning, poi tradotte in italiano e diventate La Giostra e Vedrai nel repertorio del gruppo. Il gruppo nacque come duo, Giovanardi era il frontman, mentre Cesare Malfatti, ex Weimar Gesang e reduce dall'esperienza di Cocaine Head con gli Afterhours, era il chitarrista e tastierista. Nelle esibizioni dal vivo si aggiungeva Alessandro Cremonesi, il "deus ex machina" del progetto, che stava spesso in disparte.
Si esibirono con il brano Il vino durante il programma mattutino Tortuga di Rai Tre. In quell'occasione ci fu anche Manuel Agnelli al pianoforte, Mox Cristadoro dei The Carnival of Fools alla batteria e Bruno Sinno alla tromba. Nel frattempo l'etichetta Vox Pop incluse in una raccolta il brano Natura morta tratto da un loro demo, che debuttarono dal vivo proprio al Vox Pop Festival. Nel 1994 la cover di Naviganti venne inclusa nell'album tributo a Ivano Fossati I disertori.
Il gruppo iniziò a suscitare la curiosità del pubblico e la band partecipò (è solo il terzo live) all'edizione 1994 del Premio Tenco. A questo punto furono notati e l'anno seguente la WEA pubblicò l'album d'esordio La Crus, un disco che poggia le proprie radici sulla musica d'autore italiana (Luigi Tenco, Fabrizio De André, Paolo Conte). Il disco ottenne il Premio Ciampi, la Targa Tenco e il premio della critica Max Generation. Iniziò da lì a poco un tour che incluse tappe a Arezzo Wave, al Planet Rock e al concerto del Primo Maggio a Roma.
Nel 1996 il gruppo affidò sei brani ad altrettanti artisti della scena alternativa italiana (tra cui Almamegretta e Casino Royale), che rivisitati vennero pubblicati nell'EP Remix. Parteciparono poi alla compilation Battiato non Battiato, tributo a Franco Battiato, e intrapresero un nuovo tour che culminò di nuovo con la partecipazione al concerto del 1º maggio.

### Pubblicazioni successive
Nel 1997 viene pubblicato Dentro me. Il titolo cita l'omonimo EP dei Detonazione e contiene anche la cover dello stesso brano. Il singolo Come Ogni Volta viene diffuso nelle radio e il tour conseguente, ambientato nei teatri, li porta a partecipare alla rassegna MilanOltre, organizzata da Teatridithalia a Milano.
Nel 1998 si esibiscono solo due volte: al Teatro Annibal Caro di Civitanova Marche con Carmen Consoli e Cristina Donà e al concerto di Natale per la televisione della Svizzera Italiana.
Il terzo album della band, Dietro la curva del cuore viene pubblicato nel 1999 e si avvale della collaborazione di numerosi ospiti, tra cui Consoli e Donà, e di un’orchestra. Nel tour che segue il disco i La Crus si esibiscono nelle piazze accompagnati da un'orchestra con strumentazione variabile (da 4 a 25 membri). Nel 2000 vincono il premio della critica ai PIM.

### Croceviae collaborazioni a teatro
Nel 2001 esce Crocevia, in cui i La Crus inseriscono esclusivamente cover, realizzate con lo stile elegante e raffinato che caratterizza il gruppo milanese. Si tratta di un album di 13 tracce a cui collaborano Manuel Agnelli, Patty Pravo (entrambi in Pensiero Stupendo), Samuele Bersani e Cristina Donà. Proprio di Pensiero Stupendo e poi anche di Via Con Me vengono realizzati i videoclip. Nel tour promozionale, il gruppo si avvale della collaborazione di numerosi artisti importanti (Nada, Alan Sorrenti, Gino Paoli e ancora Agnelli e la Donà). Partecipano al concerto del 1º maggio e alla trasmissione televisiva Quelli che il calcio.
Nel frattempo si dedicano anche all'arte, fra teatro e letteratura: in questo ambito, per il Brescia Music Art viene messo in scena lo spettacolo Tutti I Giorni Sono Notti, frutto della collaborazione con il regista e attore Ferdinando Bruni, in cui la musica dei La Crus viene alternata ai sonetti di Shakespeare. Mentre Le Ombre Si Allungano, a cui partecipa Francesco Frongia, gira l'Italia e partecipa alla rassegna Maggio Cercando I Teatri, promossa dall'Ente Teatrale Italiano.
I La Crus scrivono inoltre la colonna sonora di Maratona di Milano - 24 Scene di una Giornata Qualsiasi, evento ideato da Antonio Calbi e Olivero Ponte di Pino. Nel 2001 tornano in teatro con La Costruzione Di Un Amore, in cui Ferdinando Bruni recita e Francesco Frongia fa la regia.
In quel periodo viene anche pubblicato un libro con allegato il CD Crocevia. Si tratta di Crocevia. Ogni cosa mi appartiene niente è mio, edito dalla Piccola Biblioteca Oscar Mondadori.
Nell'ottobre 2001 il gruppo si aggiudica il Premio Tenco nella categoria "interpreti", mentre tra il 2001 e il 2002 si dedica a un lungo tour fra teatri e club.

### Ogni cosa che vedo
Il successivo album, dal titolo Ogni cosa che vedo, viene pubblicato nell'aprile 2003, anticipato dal singolo L'urlo. Anche in questo lavoro collaborano numerosi artisti: lo scrittore Marco Lodoli è coautore di La Giacca Nuova, la poetessa Mariangela Gualtieri è coautrice di Nevrosi, Davide Rossi (Mau Mau, Goldfrapp) suona il violino e infine la cantautrice Cristina Donà duetta in Ad Occhi Chiusi e realizza i cori di altri tre brani. Nei mesi seguenti, il gruppo è impegnato nella promozione del disco e in alcuni festival (Primo Maggio, Arezzo Wave e Tora! Tora!).
Nell'autunno 2004 la formazione del gruppo si arricchisce: nei lavori del successivo album, si aggiungono al gruppo milanese Leziero Rescigno (chitarra, batteria e tastiere) e Luca Saporiti (basso e chitarre). L'elettronica entrerà così nelle registrazioni dei nuovi brani.
Giovanardi intanto porta a teatro lo spettacolo Cuore a nudo, insieme a Fabio Barovero e Paolo Milanesi. Si tratta di un reading-concerto in cui vengono omaggiati diversi poeti e cantautori. Sempre Giovanardi è ideatore e produttore artistico del festival Assalti al cuore, che si svolge a Rimini nel maggio 2005 e a cui partecipano, tra gli altri, Cesare Basile, Stefano Benni e Asia Argento.

### Infinite possibilità
Il settimo lavoro in studio dei La Crus si intitola Infinite possibilità e vede la luce nel novembre del 2005. Al disco viene allegato un DVD contenente 10 cortometraggi selezionati tra le diverse edizioni del Milano Film Festival, rimontati da Francesco Frongia. Inoltre, nel booklet del disco appare un racconto di Leonardo Colombati ispirato all'album stesso. Nel 2006 ricominciano a girare l'Italia per la tournée.

### Scioglimento del gruppo
Il 1º febbraio 2008 il gruppo pubblica l'album dal vivo Io non credevo che questa sera, registrato al Teatro Novelli di Rimini il 14 luglio 2005 con l'Orchestra da Camera delle Marche diretta da Daniele Di Gregorio, e preannuncia lo scioglimento del gruppo, che a detta di Giovanardi sarebbe avvenuto entro la fine dell'anno. Oltre ai dodici brani live il disco contiene una versione in studio di Infinite possibilità con gli archi dell'Ensemble Musicamorfosi e tre inediti, Mentimi (estratto come singolo), Entra piano, Autobiografia di uno spettatore scritti, prodotti e arrangiati nell'estate 2007 e orchestrati da Davide Rossi, a cui se ne aggiunge un quarto, Illusioni e parole, disponibile solo su iTunes.
Nel giugno 2008 i La Crus si esibiscono al Teatro Regio di Parma accompagnati ai cori da Luca Faggella, Bobo Rondelli, Pino Marino e l'attore Paolo Ruffini in una applaudita versione de Il vino di Piero Ciampi in occasione di un concerto tributo al cantautore livornese.
Con un ultimo tour partito a pochi mesi dall'uscita dell’album, i La Crus, accompagnati dall'ottetto d'archi dell'Ensemble Musicamorfosi, salutano il proprio pubblico con due concerti il 18 novembre a Roma all'Auditorium Parco della Musica e il 4 dicembre a Milano al Teatro degli Arcimboldi, impreziositi dalla presenza di una serie di amici con cui in questi anni i La Crus hanno collaborato o condiviso i palchi: Carmen Consoli, Manuel Agnelli, Cristiano Godano, Nada, Syria, Pino Marino, Mario Venuti, Cristina Donà e Rachele Bastreghi.

### Festival di Sanremonel 2011
Del febbraio 2011 è la partecipazione in via eccezionale al Festival di Sanremo con il brano Io confesso, che riscuote un buon successo classificandosi al 6º posto nella classifica finale e al 2º posto nelle votazioni per il Premio della critica "Mia Martini”. Non si tratta però di una riunione, come precisato dal cantante Mauro Ermanno Giovanardi: "Saremo ancora insieme solo per questa occasione speciale, proprio sullo stesso palco da dove è iniziata la nostra avventura artistica”.

### Reunion e scioglimento nel 2019
Nel 2019, tornano ancora una volta in attività per alcuni concerti per poi sciogliersi nuovamente.

### Seconda reunion
Nel 2023 il gruppo si riunisce ancora una volta incidendo una nuova versione del brano Io confesso, in coppia con Carmen Consoli. Il 22 marzo 2024 hanno pubblicato il nuovo album di inediti Proteggimi da ciò che voglio.

## Formazione
- Mauro Ermanno Giovanardi (Monza, 3 maggio 1962)
- Cesare Malfatti (Milano, 25 novembre 1964)
- Alessandro Cremonesi

## Discografia

### Album in studio
- 1995 - La Crus
- 1997 - Dentro me
- 1999 - Dietro la curva del cuore
- 2001 - Crocevia
- 2003 - Ogni cosa che vedo
- 2005 - Infinite possibilità
- 2024 - Proteggimi da ciò che voglio

### Live
- 2008 - Io non credevo che questa sera

### Raccolte
- 1996 - Remix
- 2006 - Tutto La Crus

### Compilation
- 1998 - Gharbzadegi con Marco Parente in The Different You, Robert Wyatt e noi

## Videografia

### Video musicali
| Anno | Titolo                                             | Regista/i           |
| ---- | -------------------------------------------------- | ------------------- |
| 1995 | Nera signora                                       |                     |
| 1996 | Natura morta (Remix)                               |                     |
| 1997 | Come ogni volta                                    |                     |
| 1998 | L'uomo che non hai                                 |                     |
| 1999 | Un giorno in più (insieme a te)                    | Alessandra Pescetta |
| 2000 | Via con me                                         | Luca Merli          |
| 2001 | Pensiero stupendo (feat. Patty Pravo)              |                     |
| 2003 | L'urlo                                             |                     |
| 2003 | Ad occhi chiusi (feat. Cristina Donà)              |                     |
| 2006 | La prima notte di quiete                           | Marco Pavone        |
| 2008 | Mentimi                                            |                     |
| 2023 | Io confesso (feat. Carmen Consoli)                 | Gianluca Mingotto   |
| 2024 | Mangia Dormi Lavora Ripeti                         | LuchaLibre          |
| 2024 | La rivoluzione (feat. Vasco Brondi & Slavoj Žižek) | LuchaLibre          |